# Antonio Del Pennino
Antonio Adolfo Maria Del Pennino (Milano, 12 settembre 1939) è un politico italiano, è stato deputato alla Camera dal 25 maggio 1972 al 14 aprile 1994, ricoprendo diversi incarichi parlamentari, e diverse volte senatore della Repubblica tra il 2001 e il 2013 per il Partito Repubblicano Italiano.

## Biografia
Laureato in giurisprudenza, dirigente politico. Dal 23 marzo 1965 al 5 giugno 1970 è segretario cittadino del Partito Repubblicano Italiano (PRI) di Milano. Eletto Consigliere Comunale di Milano il 7 giugno 1970, fino al 9 febbraio 1971 è assessore alle aziende municipalizzate ed alle partecipazioni comunali per un breve periodo nella giunta comunale di Milano guidata dal socialista Aldo Aniasi; successivamente, Capogruppo del PRI al Consiglio Comunale sino al 15 giugno 1975. Rieletto Consigliere Comunale di Milano dal 13 giugno 1985 al 7 maggio 1990.
Dal 10 agosto 1982 al 12 dicembre 1985 è vicesindaco di Milano e nuovamente assessore alle aziende municipalizzate ed alle partecipazioni comunali nella giunta del sindaco socialista Carlo Tognoli in rappresentanza della cosiddetta coalizione del Pentapartito composta da Democrazia Cristiana, Partito Socialista Italiano, Partito Socialista Democratico Italiano, Partito Repubblicano Italiano e Partito Liberale Italiano. Dopo la decisione di Tognoli di nominare una nuova giunta composta da esponenti del Partito Comunista Italiano e della Federazione dei Verdi in aggiunta a quelli del PSI, Del Pennino si dimette da vicesindaco, venendo sostituito da Elio Quercioli (PCI), passando all'opposizione così come tutti gli altri esponenti dell'allora coalizione del Pentapartito.
Dal 7 maggio 1990 al 26 febbraio 1992 è consigliere comunale e nuovamente Capogruppo del PRI al Consiglio Comunale di Milano quando viene coinvolto nell'inchiesta Tangentopoli per presunti tangenti su appalti nel territorio milanese si dimette.
Deputato alla Camera nella VI, VII, VIII, IX, X e XI legislatura (quindi dal 1972 al 1994). Presidente del Gruppo parlamentare repubblicano dal 1987 al 1992, è stato anche vicesegretario nazionale del Partito Repubblicano Italiano dal 1983. Inoltre è stato Responsabile dell'Ufficio Regioni ed Enti Locali del PRI ed è stato uno dei tre componenti il comitato di reggenza della Segreteria del Partito Repubblicano nel periodo in cui Giovanni Spadolini ricopre la carica di Presidente del Consiglio.
Nel corso della VII legislatura ha fatto parte della 4ª Commissione Giustizia, della Giunta delle elezioni, della Commissione d'indagine, richiesta dall'on. Vito Miceli, a norma dell'art. 58 del regolamento e della Commissione d'indagine, richiesta dall'on. Battaglia a norma dell'art. 58 del regolamento, oltre ad essere stato relatore di maggioranza, assieme a Giovanni Berlinguer (PCI), della legge 194, che ha disciplinato le modalità di accesso all'interruzione di gravidanza in Italia.
Senatore della Repubblica nella XIV Legislatura e nella XV. Diventa Senatore nella XVI legislatura della Repubblica Italiana in sostituzione di Romano Comincioli, dopo la morte di questi.
A fine giugno s'iscrive al gruppo misto, ove nel novembre 2011 fonda la componente politica Partito Repubblicano Italiano.
In vista del referendum costituzionale sulla riforma Renzi-Boschi del 4 dicembre 2016 si schiera per il "Sì", assieme a diversi ex dirigenti del PRI.
Pochi giorni prima del referendum costituzionale sulla riduzione del numero dei parlamentari legato alla riforma Fraccaro del Movimento 5 Stelle, annuncia il suo voto contrario.
È attualmente editorialista del quotidiano Il Riformista.

## Vicende giudiziarie
Ha subìto tre processi, uno per finanziamento illecito Enimont (luglio 1994), uno per finanziamenti illeciti alla S.p.A. Metropolitana di Milano (ottobre 1994) e uno per tangenti sulle forniture di autobus dell'ATM (gennaio 2000). Nei primi due casi ha richiesto l'applicazione volontaria della pena (cosiddetto patteggiamento), rispettivamente per 2 mesi e 20 giorni e per 1 anno, 8 mesi e 20 giorni.. Anche nel terzo caso chiese il patteggiamento, ma il Tribunale respinse la richiesta considerando la pena troppo bassa. Il processo non si concluse per la sopravvenuta prescrizione.